# Mesochorus platygorytos
Mesochorus platygorytos là một loài tò vò trong họ Ichneumonidae.